# Our Lady of Endor Coven
Our Lady of Endor Coven, opgericht in 1948 door Herbert Sloane is ook bekend onder de benaming Ophite Cultus Satanis en was de eerste openlijk satanische groepering, nog voor de oprichting van de Kerk van Satan door Anton LaVey. De naam is een verwijzing naar een bijbelse figuur, de heks van Endor.
Haar theologie was sterk geïnspireerd op het dualisme van Mani en ketterse gnostische ideeën, onder andere die van de Ophiten en de Naasseners (slangenvereerders), die de slang uit het Bijbelverhaal Genesis vereerden als de Brenger van ware Gnosis.
De groep viel in 1970 uit elkaar na de dood van haar leider.